# Guerres des Trois Royaumes
Les guerres des Trois Royaumes (anglais : Wars of the Three Kingdoms ou Wars of the Three Nations) désignent une série imbriquée de conflits qui se déroulèrent dans les royaumes d'Angleterre, d'Écosse et d'Irlande entre 1639 et 1651, alors que ces trois pays étaient sous le régime personnel du même monarque, Charles Ier d'Angleterre de 1625 à 1649.
Ces guerres furent la conséquence de tensions entre le roi et ses sujets sur des questions religieuses et civiles. Le cœur des débats religieux était de savoir si la religion devait être imposée par le souverain ou au contraire choisie librement par chacun. Les questions civiles concernaient le contrôle de la politique royale par les parlements, en particulier dans le domaine fiscal et militaire. S'y ajouta une part de nationalisme, l'Irlande et l'Écosse se rebellant contre l'Angleterre. La victoire du Parlement anglais sur le roi, puis sur les Irlandais et les Écossais, détermina l'avenir de la Grande-Bretagne, qui devint une monarchie constitutionnelle. Les guerres des Trois Royaumes eurent leurs équivalents au même moment en plusieurs endroits de l'Europe, comme la Fronde en France et les révoltes aux Pays-Bas, en Catalogne et au Portugal contre la domination espagnole. Certains historiens y ont vu une crise générale européenne, caractérisée par la rébellion contre le centralisme de monarques absolus.
Le conflit le plus connu est la Première révolution anglaise (1642-1651) qui englobe les trois guerres civiles anglaises (première guerre civile anglaise : 1642-1646 ; deuxième guerre civile anglaise : 1648-1649), mais ces guerres incluent également les guerres des évêques de 1639 et 1640, la guerre civile écossaise de 1644 et 1645, la guerre anglo-écossaise de 1650-1652, la Rébellion irlandaise de 1641, la Confédération irlandaise de 1642 à 1649, et la conquête cromwellienne de l'Irlande en 1649, appelées collectivement guerres confédérées irlandaises. Liés les uns aux autres, ces conflits ont été baptisés « guerres des Trois Royaumes » par les historiens modernes, afin d'avoir une vue d'ensemble, plutôt que d'en traiter certains comme toiles de fond de la guerre civile anglaise. Certains historiens les ont qualifiés de « guerres civiles britanniques », mais ceci peut prêter à confusion, car ces royaumes ne devinrent une entité politique unique qu'au moment de l'Acte d'Union en 1800.

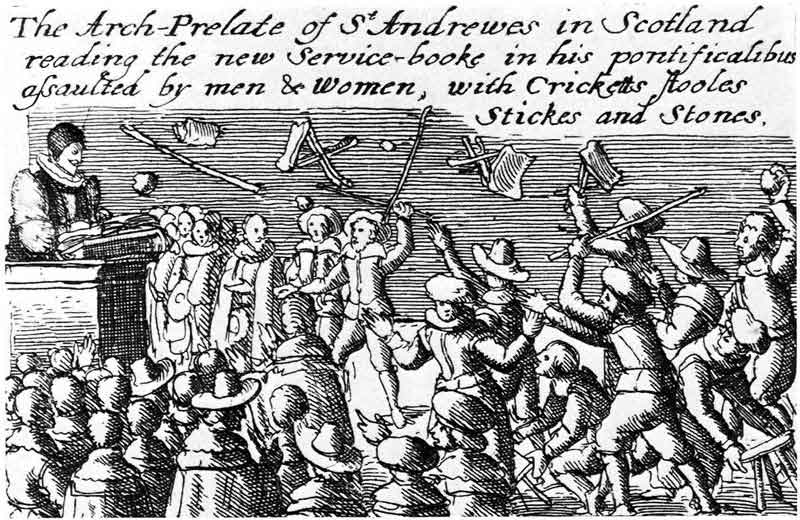
Le début : la marchande Jenny Geddes déclenche une émeute.

## Origine des conflits
L'union des trois royaumes sous le règne d'un seul monarque était récente. Le Pays de Galles faisait partie du Royaume d'Angleterre depuis 1282. Les rois d'Angleterre gouvernaient également le Royaume d'Irlande, via un Parlement irlandais distinct, créé en 1541, mais la conquête ne fut confirmée qu'en 1603. L'Écosse les rejoignit quand Jacques VI d'Écosse devint Jacques Ier d'Angleterre en 1603. Gouverner ces trois royaumes en tentant de leur imposer l'uniformité religieuse s'avéra difficile pour lui et Charles Ier d'Angleterre, qui lui succéda en 1625.
Au XVIe siècle, lors de la Réforme, le roi Henri VIII d'Angleterre s'était proclamé chef de l'Église d'Angleterre. Le protestantisme était devenu intimement lié à l'identité anglaise. Le catholicisme devenu l'ennemi national, interdit en Angleterre et incarné par la France et l'Espagne, restait cependant la religion de la majorité de la population irlandaise, symbolisant la résistance autochtone à la reconquête de l'Irlande par les Tudor. 
En Écosse, le succès de la Réforme protestante, mouvement populaire conduit par John Knox avait amené le Parlement écossais à reconnaître officiellement l'Église presbytérienne ou Kirk. La reine catholique, Marie Ire d'Écosse, fut forcée d'abdiquer en faveur de son fils Jacques VI d'Écosse. Élevé sous une régence disputée entre factions catholiques et protestantes, il aspira à devenir un roi universel. Il créa un « système épiscopal anglais », où les évêques étaient nommés par le roi. En 1584, il présenta les évêques, mais une vigoureuse opposition le força à concéder qu'ils soient nommés par l'Assemblée générale de l'Église.

## Affrontements religieux en Écosse
Jacques VI d’Écosse demeura protestant pour maintenir ses chances de succession au trône d'Angleterre. Il devint ainsi Jacques Ier d'Angleterre en 1603 et s'installa à Londres. Son habileté diplomatique fut employée à négocier avec la Cour et le Parlement anglais, tout en gouvernant l'Écosse. Écrivant au Conseil privé d'Écosse, il contrôla le Parlement d'Écosse par l'intermédiaire des Lords of the Articles. Il empêcha l'Assemblée générale de l'Église de se réunir, puis il augmenta le nombre d'évêques écossais. En 1618, il réunit une Assemblée qui accepta les Cinq Articles des pratiques épiscopales. Ceux-ci furent toutefois largement boycottés. Son fils, Charles Ier d'Angleterre lui succéda en 1625. Moins adroit que son père, il fut couronné à la Cathédrale Saint-Gilles d'Édimbourg en 1633 selon le rite anglican. Il tenta ensuite d'imposer les pratiques anglicanes, via le Livre de la prière commune qui allait de plus en plus vers des prières improvisées, déclenchant la colère des calvinistes. Sa confrontation avec les Écossais tourna à la guerre en 1639, quand il tenta vainement de les contraindre par des moyens militaires.

## En Angleterre
Charles partageait avec son père la croyance en une royauté de droit divin, qui amena une rupture grave avec le Parlement anglais. Même si l'Église d'Angleterre restait majoritaire, une active minorité puritaine contrôlait un tiers du parlement et partageait beaucoup de valeurs avec les presbytériens écossais.
Le Parlement anglais multipliait les conflits avec le roi sur la taxation, les dépenses militaires et son propre rôle dans le gouvernement. Pour le persuader d'accepter la politique royale, il manquait au fils de Jacques Ier le charisme de son père. Charles Ier d'Angleterre sollicita le Parlement pour financer une campagne contre les Écossais. Celui-ci refusa, déclarant qu'il siégeait en permanence, et présenta une longue liste de revendications civiles et religieuses que le roi devait satisfaire avant d'envisager toute nouvelle législation.

## En Irlande
Pendant ce temps, les tensions montaient en Irlande. Thomas Wentworth, représentant de Charles Ier d'Angleterre, irrita les Irlandais par des confiscations de terres, en particulier les Plantations dans le Connacht. Il imposa de nouvelles taxes, tout en déniant aux catholiques leurs pleins droits de sujets. La situation devient explosive en 1639, lorsqu'il eut l'idée d'offrir aux Irlandais l'autonomie religieuse et politique qu'ils attendaient, en échange du financement d'une armée irlandaise destinée à réprimer la rébellion écossaise. L'idée d'une armée irlandaise catholique utilisée pour renforcer un gouvernement considéré comme tyrannique horrifia les parlements anglais et écossais. En guise de réponse, ils menacèrent d'envahir l'Irlande.

## Déclenchement de la guerre
Dans une situation marquée par la paranoïa, tous les camps recoururent à la violence. L'échec de Charles Ier d'Angleterre à mettre fin rapidement aux Guerres des évêques montra aux autres mécontents que la force pouvait l'emporter. Effrayé par la rhétorique des Parlements anglais et écossais, un petit groupe de conspirateurs catholiques irlandais lança la Rébellion irlandaise de 1641, en déclarant soutenir le roi. Leur soulèvement fut marqué par des attaques des communautés protestantes d'Irlande, dégénérant parfois en massacres. Des rumeurs se répandirent en Angleterre et en Écosse: ces tueries avaient l'approbation de Charles Ier d'Angleterre et constituait un avant-goût de ce qui se passerait si les irlandais débarquaient. Le Parlement anglais refusa de financer une armée royale pour réprimer la Rébellion irlandaise de 1641, préférant lever ses propres troupes. Le roi fit de même, rassemblant les Cavaliers, parmi lesquels des membres du Parlement pour qui la loyauté au roi était le plus important principe politique.

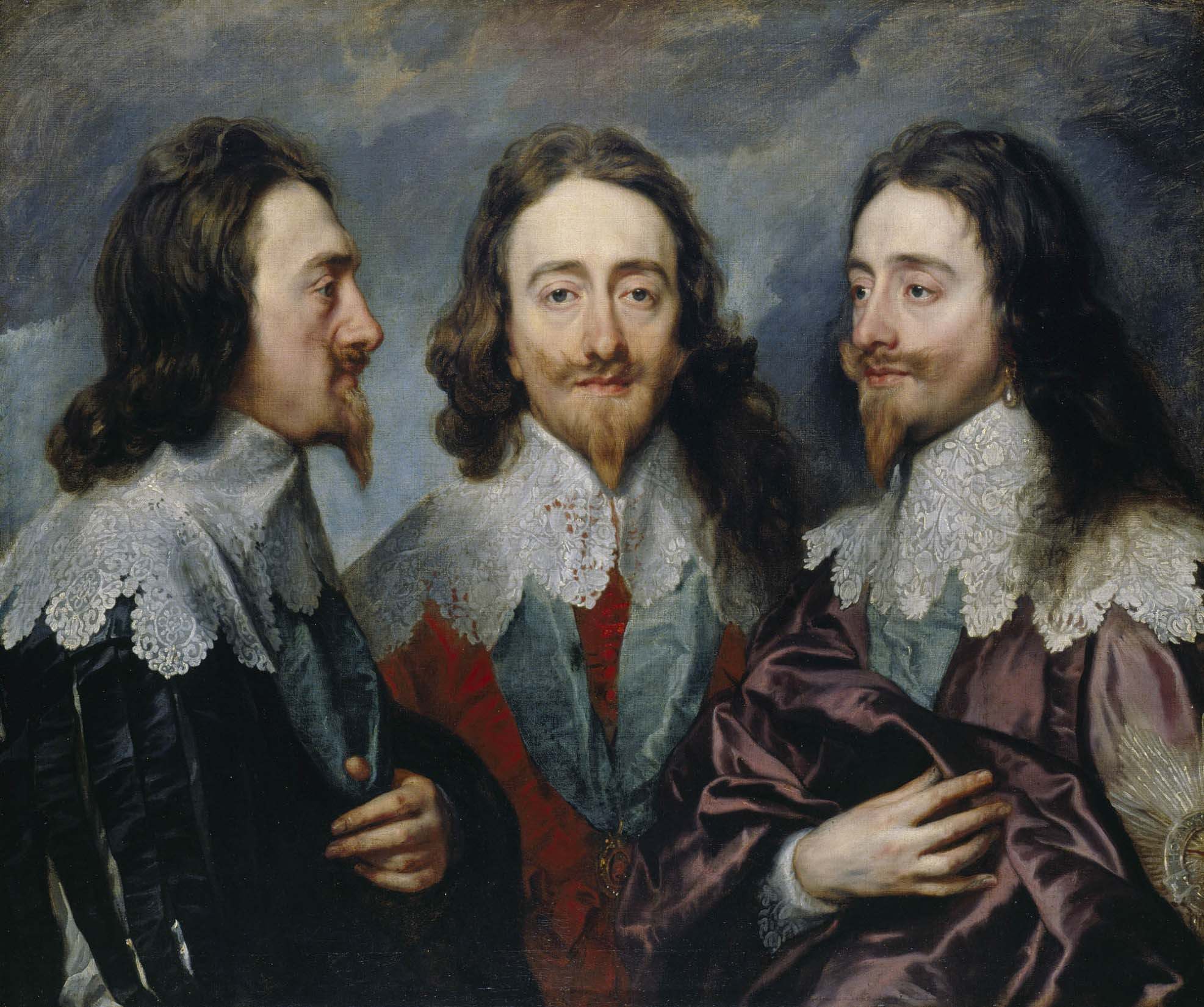
Charles Ier, roi d'Angleterre, selon trois angles différents par Antoine Van Dyck

La guerre civile anglaise éclata en 1642. Les covenantaires écossais, nom que les presbytériens s'étaient donnés, s'y joignirent en 1643. Ils jouèrent un rôle majeur dans la victoire du Parlement anglais. Les forces royales furent écrasées par la New Model Army des parlementaires, épaulée par les artisans de la Cité de Londres. En 1646, Charles Ier capitula. N'ayant pas réussi à trouver un compromis avec le Parlement, il fut arrêté et exécuté à la hache en 1649.
En Irlande, les rebelles catholiques formèrent leur propre gouvernement, la Confédération irlandaise, avec l'intention d'aider les royalistes en échange de la tolérance religieuse et de l'autonomie de leur pays. Ces troupes irlandaises confédérées débarquèrent en Écosse en 1644, démarrant la guerre civile écossaise. En Écosse, les royalistes connurent une série de victoires en 1644-1645, mais ils furent écrasés à la fin de la guerre civile anglaise, lors du retour en Écosse des principales armées de « Covenanter ». Des troupes venues d'Angleterre et d'Écosse se battirent en Irlande, où des protestants avaient été massacrés. 
Après la fin de la deuxième guerre civile anglaise, les forces parlementaires victorieuses, commandées alors par Oliver Cromwell, envahirent l'Irlande. Elles y écrasèrent l'alliance confédérés-royalistes, lors de la reconquête par Cromwell en 1649. 
Leur alliance avec les parlementaires anglais s'étant brisée, les Écossais couronnèrent Charles II roi. En conséquence, Cromwell se lança dans la conquête de l'Écosse en 1650-51. À la fin de ces guerres, les trois royaumes formaient un État unitaire, appelé Commonwealth de l'Angleterre, sous la forme d'une république, mais qui prit rapidement des caractéristiques d'une dictature militaire.

## Conséquences
Alors que les guerres des Trois Royaumes préfiguraient plusieurs des changements qui allaient façonner la Grande-Bretagne moderne, à court terme, elles résolvaient peu de choses. Le Commonwealth de l'Angleterre n'était ni une monarchie, ni une véritable république. En pratique, le pouvoir était exercé par Oliver Cromwell, grâce à son contrôle des forces militaires du Parlement, mais sa position légale ne fut jamais clarifiée, même lorsqu'il devint Lord-protecteur. Alors que plusieurs constitutions furent proposées, aucune ne fut acceptée. Aussi le Commonwealth et le Protectorate, établis par les Parlementaires victorieux, laissèrent derrière eux peu de choses au chapitre des nouvelles formes de gouvernement. Ils transmirent pourtant deux héritages importants. Le premier était que l'exécution du roi Charles Ier pour haute trahison ne laissait aucune illusion aux futurs monarques anglais : tout ce qui serait perçu comme du despotisme ne serait pas toléré. Le second fut que les excès du régime militaire, en particulier ceux des Majors généraux, laissèrent une méfiance durable de ce type de régime dans le monde anglophones.
Pendant l'Interrègne anglais, la liberté religieuse n'incluait pas le catholicisme, qui resta interdit. L'Église d'Angleterre était abolie, tout comme la Chambre des lords. La Chambre des communes fut dissoute par Cromwell, et il n'y eut pas de nouvelles élections. Ni Cromwell, ni ses partisans ne s'orientèrent vers une démocratie populaire, comme l'aurait voulu la frange la plus radicale des parlementaires, les Niveleurs. L'Irlande et l'Écosse étaient occupés par la New Model Army. En Irlande, presque toutes les terres appartenant aux Irlandais catholiques furent confisquées à titre de châtiment pour la rébellion de 1641; cette communauté subissait également de sévères « lois pénales ». Des milliers de soldats parlementaires s'établissaient sur les terres confisquées. Les Parlements irlandais et écossais étaient abolis. En théorie, ils étaient représentés au Parlement anglais, mais comme celui-ci n'eut jamais de véritables pouvoirs, cela ne voulait rien dire. Lorsque Cromwell mourut en 1658, le Commonwealth se désagrégea sans grande violence, et Charles II fut restauré roi d'Angleterre, d'Écosse et d'Irlande.
Sous la Restauration anglaise, le système politique fut rétabli dans l'état où il était avant les guerres. Les responsables du régicide de Charles Ier furent eux-mêmes exécutés ou emprisonnés à vie. Le corps de Cromwell fut exhumé et subit une exécution posthume. Il y eut aussi une sévère répression des radicaux, politiques ou religieux, tenus pour responsables des guerres. L'Écosse et l'Irlande retrouvèrent leurs Parlements, quelques biens fonciers irlandais furent restitués, et la New Model Army fut dissoute. Pourtant, les problèmes à l'origine de ces guerres, la religion, les pouvoirs du Parlement, et les relations entre les trois royaumes, ne furent pas résolus, juste différés, et de nouveaux combats allaient avoir lieu à ces sujets lors de la Glorieuse Révolution de 1688. Ce n'est qu'après ce dernier épisode que les caractéristiques de la Grande-Bretagne moderne allaient apparaître de manière permanente : une monarchie constitutionnelle protestante dominée par l'Angleterre, et une forte armée en activité.

### Îles britanniques
- (en) David Stevenson, Scottish Covenanters and Irish Confederates : Scottish-Irish Relations in the Mid-Seventeenth Century, Belfast, Ulster Historical Foundation, 1981, 364 p. (ISBN 0-901905-24-0)
- Conrad Russell, The Fall of the British Monarchies, 1637-1642, Oxford, Clarendon Press, 1991 (ISBN 0-19-822754-X)
- (en) Charles Carlton, Going to the wars : the experience of the British civil wars, 1638-1651, Londres, Routledge, 1992, 428 p. (ISBN 0-415-03282-2)
- John Young, Celtic Dimensions of the British Civil Wars, Édimbourg, John Donald, 1997 (ISBN 0-85976-452-4)
- Martyn Bennett, The Civil Wars in Britain and Ireland, 1638-1651, Oxford, Blackwell, 1997 (ISBN 0-631-19154-2)
- John Kenyon et Jane Ohlmeyer, The Civil Wars : A Military History of England, Scotland, and Ireland, 1638-1660, Oxford, Oxford University Press, 1998 (ISBN 0-19-866222-X)
- (en) Martyn Bennett, The Civil Wars Experienced : Britain and Ireland, 1638-1661, Oxford, Routledge, 2000, 277 p. (ISBN 0-415-15901-6, lire en ligne)
- Trevor Royle, The Civil War : The Wars of the Three Kingdoms, 1638-1660, Londres, Little, Brown, 2004, 888 p. (ISBN 0-316-86125-1)
- Michel Duchein, 50 années qui ébranlèrent l'Angleterre. Les deux Révolutions du XVIIe siècle, Paris, Fayard, 2010, 499 p. (ISBN 978-2-286-06096-1)

### Angleterre
- J. C. Beckett, The Making of Modern Ireland 1603-1923
- (en) Christopher Hill, The World turned upside down : radical ideas during the English revolution, Londres, Temple Smith, 1972, 353 p. (ISBN 0-85117-025-0)
- (en) G. E. Aylmer, Rebellion or Revolution? : England, 1640-1660, Oxford, Oxford University Press, 1986, 274 p. (ISBN 0-19-219179-9)
- John Morrill, The Impact of the English Civil War, Londres, Collins & Brown, 1991 (ISBN 1-85585-042-7)
- Austin Wolllrych, Battles of the English Civil War, Londres, Phoenix Press, 2000 (ISBN 1-84212-175-8)

### Irlande
- M. Perceval-Maxwell, The Outbreak of the Irish Rebellion of 1641, Dublin, Gill & Macmillan, 1994, 390 p. (ISBN 0-7171-2173-9)
- James Scott Wheeler, Cromwell in Ireland, Dublin, Gill & Macmillan, 1999 (ISBN 0-7171-2884-9)
- (en) Micheál Ó Siochrú, Confederate Ireland, 1642-1649 : A Constitutional and Political Analysis, Dublin, Four Courts Press, 1999, 295 p. (ISBN 1-85182-400-6)
- (en) Pádraig Lenihan, Confederate Catholics at War, 1641-1649, Cork, Cork University Press, 2000, 260 p. (ISBN 1-85918-244-5)
- (en) Micheál Ó Siochrú, Kingdoms in Crisis : Ireland in the 1640s, Dublin, Four Courts Press, 2001, 288 p. (ISBN 1-85182-535-5)
- Tadhg Ó hAnnracháin, Catholic Reformation in Ireland : The Mission of Rinuccini, 1645-1649, Oxford, Oxford University Press, 2002, 324 p. (ISBN 0-19-820891-X)

### Écosse
- David Stevenson, The Scottish Revolution, 1637-1644 : The Triumph of the Covenanters, Newton Abbot, David & Charles, 1973 (ISBN 0-7153-6302-6)
- (en) David Stevenson, Alasdair MacColla and the Highland Problem in the Seventeenth Century, Édimbourg, John Donald, 1980, 324 p. (ISBN 0-85976-055-3)